# Exposition Internationale (1939)
Exposition Internationale de la technique de l'eau eller bare Exposition Internationale var en speciel Verdensudstilling afholdt i Liège i Belgien fra Maj til November 1939. Temaet for udstillingen var "Vandets store Årstid". Udstillingen dækkede et område på 50 hektar.

## Ekstern Henvisning
- Wikimedia Commons har flere filer relateret til Exposition Internationale (1939)
- Fakta om udstillingen fra BIE's hjemmeside (fransk) Arkiveret 3. juli 2007 hos  Wayback Machine

| Festival | Spire Denne artikel om festivaler og mærkedage er en spire som bør udbygges. Du er velkommen til at hjælpe Wikipedia ved at udvide den. |

50°39′07″N 5°36′38″Ø / 50.65189°N 5.6105°Ø